# قرار مجلس الأمن التابع للأمم المتحدة رقم 176
قرار مجلس الأمن التابع للأمم المتحدة رقم 176، الذي اعتمد في 4 أكتوبر 1962، بعد النظر في طلب الجمهورية الجزائرية الديمقراطية الشعبية للانضمام إلى عضوية الأمم المتحدة أوصى المجلس الجمعية بقبول الجمهورية الجزائرية الديمقراطية الشعبية.
وقد مرر القرار بأغلبية عشرة أصوات مقابل لا شيء، بينما امتنعت جمهورية الصين عن التصويت.